# Legmoin
Legmoin ist sowohl eine Gemeinde (französisch commune rurale) als auch ein dasselbe Gebiet umfassendes Departement im westafrikanischen Staat Burkina Faso in der Region Sud-Ouest und der Provinz Noumbiel. Im Jahr 2006 hatte die Gemeinde 13.551 Einwohner.
Der Ort Legmoin liegt rund 15 Kilometer westlich des Flusses Schwarzer Volta, der hier die Grenze zu Ghana bildet. Die Provinzhauptstadt Gaoua liegt etwa 55 Kilometer nordwestlich entfernt, nach der Landeshauptstadt Ouagadougou im Norden sind es etwa 650 Straßenkilometer.
Am 27. Juni 2013 wurde ein Vertrag über eine Projektpartnerschaft der beiden Partnerstädte Ingolstadt in Deutschland und Grasse in Frankreich mit der Gemeinde Legmoin abgeschlossen, in deren Rahmen Entwicklungsprojekte in diesem strukturschwachen Gebiet verwirklicht werden.